# Georg Hubmer

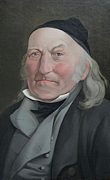
Georg Hubmer, der „Raxkönig“

Georg Hubmer (damals als Georg Huebmer geschrieben), (* 11. April 1755 in Gosau; † 20. März 1833 in Naßwald, Gemeinde Schwarzau im Gebirge, Niederösterreich) war ein österreichischer Schwemmunternehmer, Gründer der Rotte Naßwald in einem Nebental des Höllentales, sowie der Erbauer des damals längsten Tunnels in Österreich.

## Leben
Georg Hubmer wurde 1755 in Gosau am Dachstein im Salzkammergut als eines von fünf Kindern in einer damals geheimprotestantischen Familie geboren, wo er auch seine Kindheit verbrachte. Mit 17 Jahren verließen er und sein älterer Bruder Johann ohne Schulabschluss Gosau und arbeiteten als Holzknechte im niederösterreichischen Waldviertel, beim Ötscher und auf der Herrenalpe bei Lunz am See.

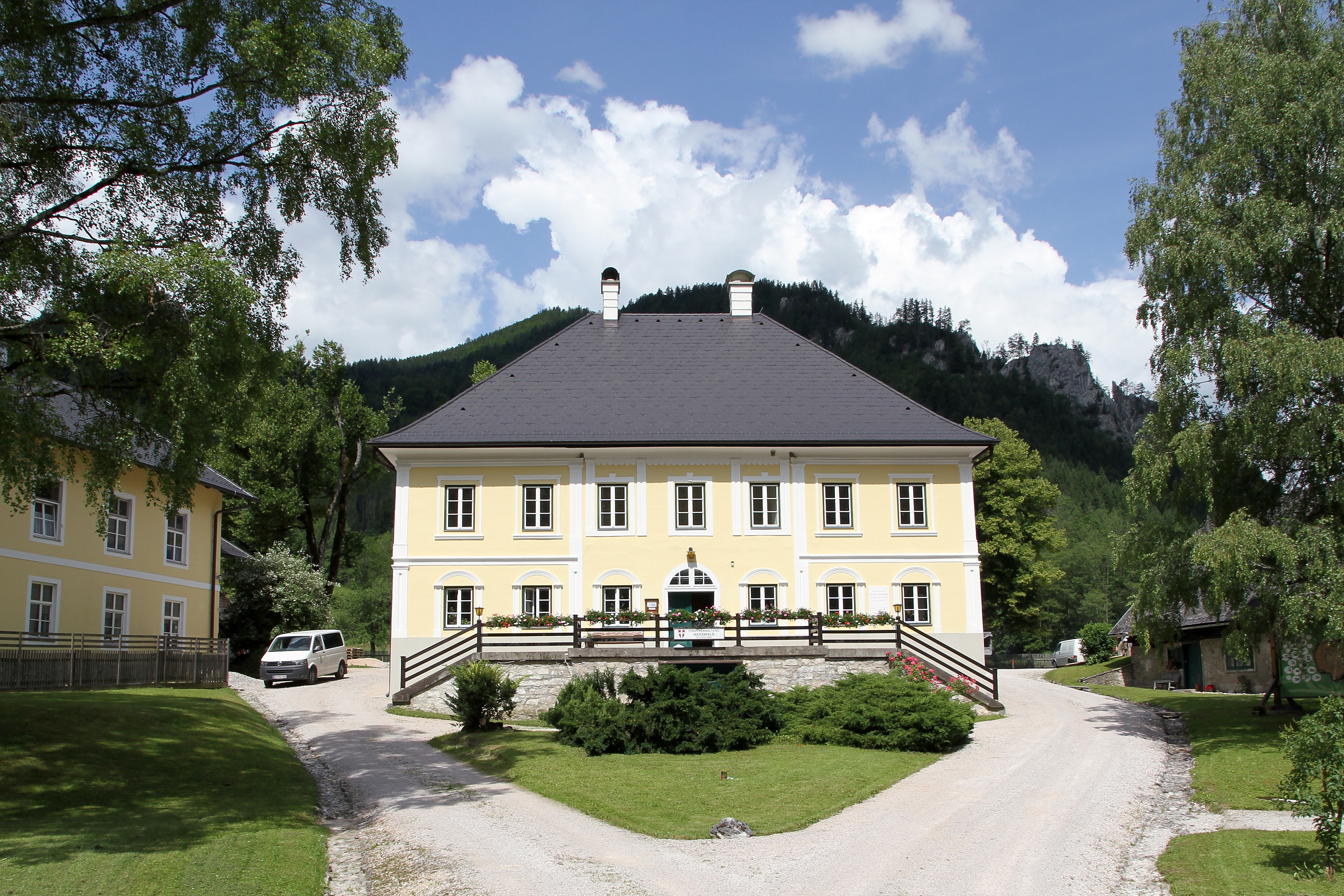
Ehemaliger Reithof aus dem 17. Jh., den Hubmer zum Wohn- und Bauernhaus ausbaute; seit 1906 Eigentum der Stadt Wien und Sitz der Forstverwaltung

Im Jahr 1784 bewarben er und sein Bruder Johann sich um die Kohlholzbringung aus den Wäldern der Grafen Hoyos um Rax, Schneeberg und Naßtal durch das damals unwegsame Höllental zur Versorgung des in Besitz der Innerberger Hauptgewerkschaft befindlichen Eisenwerks in Hirschwang mit dem notwendigen Heizmaterial. Beide erhielten als Bestbieter diesen Auftrag und siedelten sich mit weiteren Holzarbeitern und ihren Familien aus Gosau, Goisern und Hallstatt im Gebiet des jetzigen Hinternaßwald an, heute eine Rotte der Katastralgemeinde Schwarzau im Gebirge. Sie errichteten am Nassbach und an der Schwarza die für die Holzbringung notwendigen Holz- und Wasserriesen, Klausen und Holzrechen und sicherten so viele Jahre den Betrieb des Eisenwerks.
Beide Brüder erkannten schon 1797 bei Baubeginn des Wiener Neustädter Kanals die Möglichkeit, das in der schnell wachsenden Reichshaupt- und Residenzstadt dringend benötigte Brennholz auf diesem Weg von der Schwarza bzw. Leitha nach Wien zu bringen. Erst nach Johann Hubmers Tod 1799 und jahrelangen Verzögerungen bei der Fertigstellung des Kanals konnte Georg Hubmer 1808, nun als Geschäftspartner des Johann Ernst Graf Hoyos, den Holztransport über eine Entfernung von rund 125 Kilometer organisieren. Etwa die Hälfte der Strecke legten die Brennholzscheite über Preinbach, Naßbach, Schwarza und Kehrbach frei schwimmend zurück, für die andere Hälfte organisierte Hubmer den Holztransport mit 30 eigenen Schiffen am Wiener Neustädter Kanal.

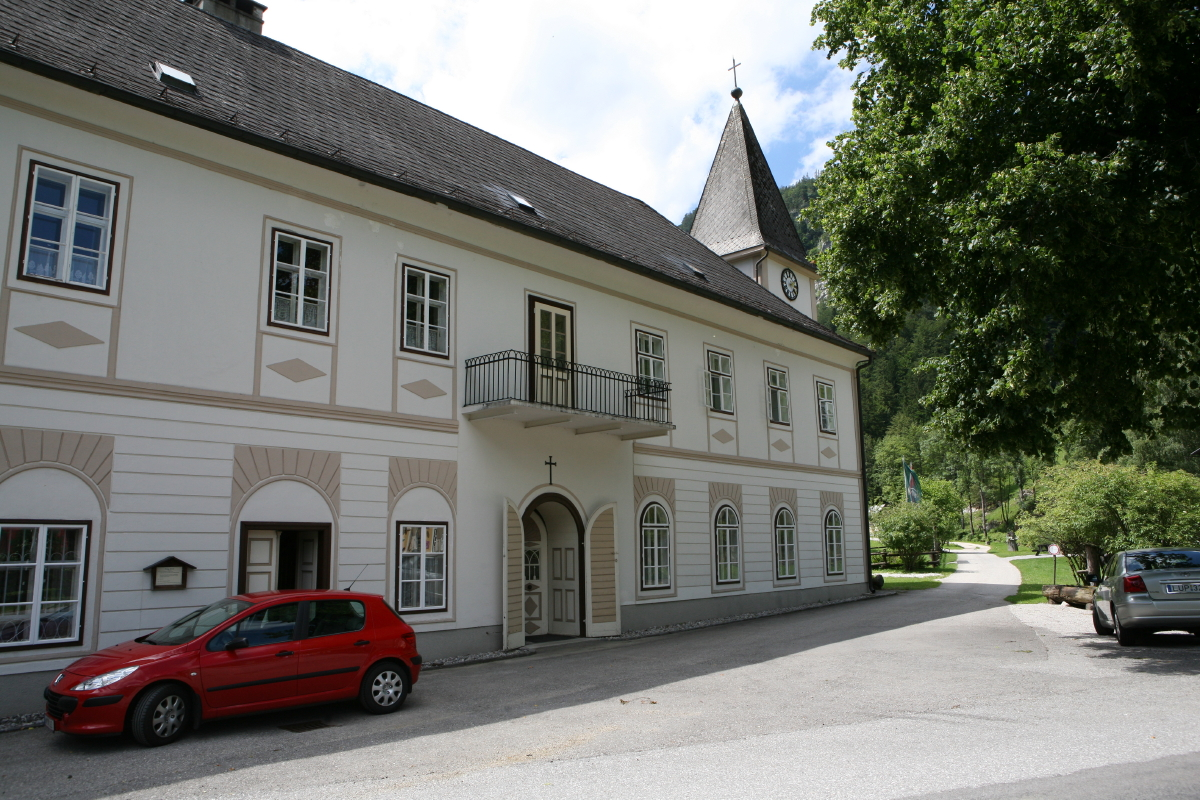
Evangelische Pfarrkirche Naßwald, gegründet 1826 von Georg Hubmer

1817 erhielt Hubmer von Kaiser Franz II. (I.) das ausschließliche Schwemmprivileg auf dem Traisenfluss und brachte auch auf diesem Weg Brennholz nach Wien.
Nachdem das Waldgebiet um Naßwald weitgehend abgeholzt war, musste Hubmer in immer weiter entfernt liegende Wälder im Wassereinzugsgebiet der Mürz wechseln, die keine Verbindung zur Schwarza aufweisen. Hubmer ließ daraufhin ab 1811 und nach einer Unterbrechung ab 1822 durch den trennenden, 1134 Meter hohen Sattel des Gscheidl einen 430 Meter langen Schwemmtunnel sprengen. 1827 trafen die nach Hubmers Angaben von beiden Seiten gleichzeitig grabenden Tunnelarbeiter exakt aufeinander. Hubmer, der nur sehr schlecht lesen und schreiben konnte, hatte durch seine auf jahrzehntelange Erfahrung gestützten Kenntnisse eine ingenieurmäßige Pioniertat vollbracht. Durch Umleiten mehrerer Bäche durch den Tunnel konnte das Holz jetzt auf die andere Seite der Wasserscheide hinüber getriftet werden.
1826 ließ Georg Hubmer, der inzwischen mit seiner Huebmer’schen Schwemm-Compagnie zu Wohlstand gekommen war und für den bis zu 400 Waldarbeiter tätig waren, in Naßwald ein evangelisches Schul- und Bethaus errichten. Für seine Naßwalder war er gleichzeitig Arbeitgeber, Krankenkassa, Pensionsversorgung, Richter und Rechtsvertreter, er wurde zum „Vater von Naßwald“. Der Name „Raxkönig“ entstand erst nach Ottokar Janetscheks Roman.

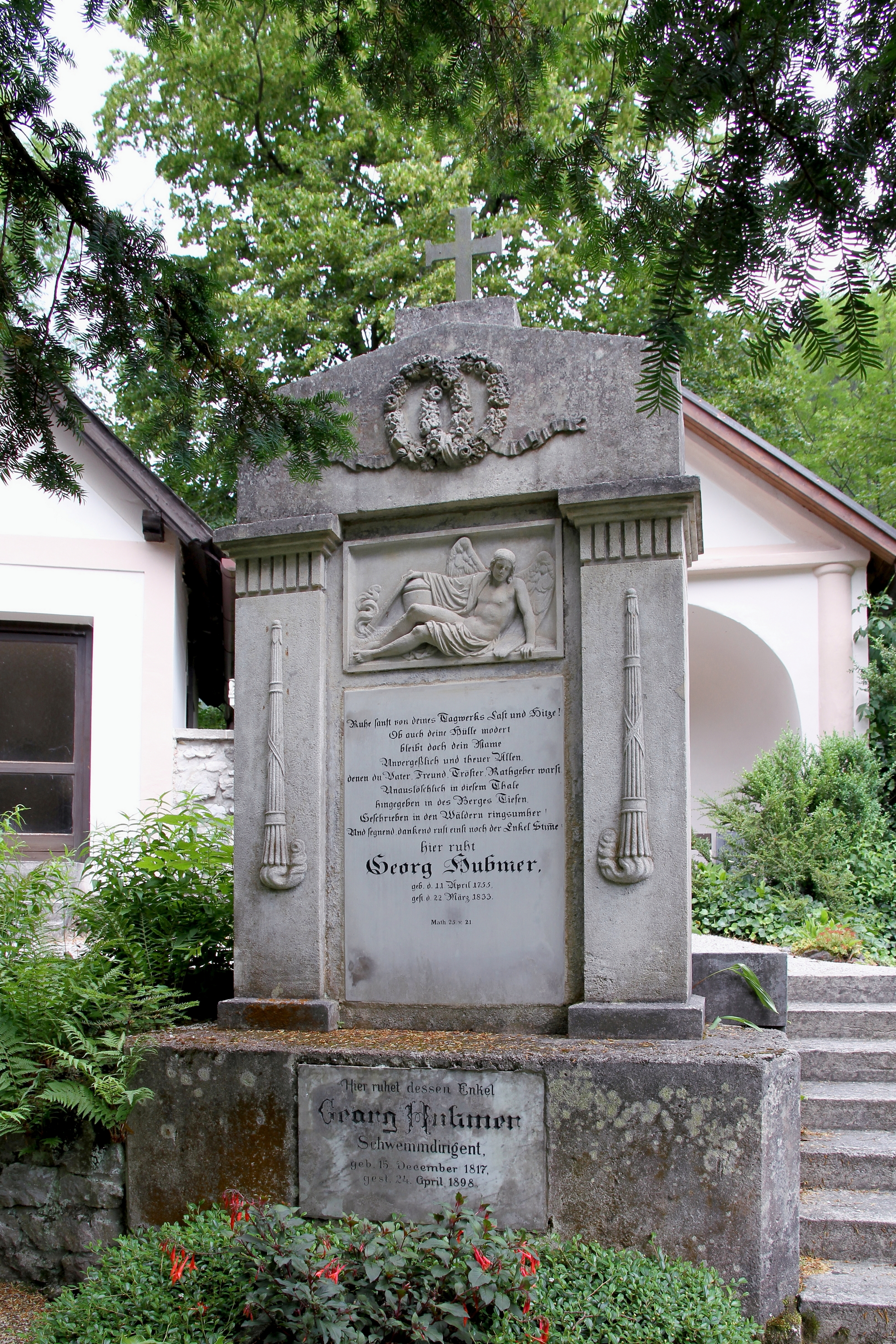
Georg Hubmers Grabmal auf dem Friedhof in Naßwald, NÖ.

Georg Hubmers Tunnel ist heute verschüttet, allerdings ist ein Teil des zweiten, 760 Meter langen Schwemmtunnels, den sein Enkel Georg Hubmer sprengen ließ, noch heute zu sehen, ebenso Reste der ehemaligen Schwemmkanäle am Gscheidl. Eine Gedächtnisstätte in einer nachgebauten Holzknechthütte in „seinem“ Naßwald erinnert jedoch an den „Raxkönig“ Georg Hubmer.